# Kesme
Il kesme (noto anche come kespe, erişte o reshteh) è un tipo di noodle originario delle cucine turche. Il termine deriva dal verbo "tagliare" e ha sostituito la parola medievale tutumaj.

## Preparazione
All'impasto vengono aggiunti farina, uova, sale e acqua o latte, dopodiché viene diviso in due parti e lasciato riposare per 20 minuti. Da esso vengono creati dei cerchi dallo spessore di 2-3 mm che si lasciano riposare per un'ora e mezza. I pezzi vengono messi in fila uno sopra l'altro per poi essere tagliati a strisce.

## Varianti
Uno dei modi più comuni di consumare i kesme è quello di immergerli in una zuppa. In Turchia essi sono noti con il nome di erişte e possono essere consumati con una zuppa di lenticchie.
In Kazakistan prendono il nome di kespe e vengono cucinati in una zuppa di carne, carote e aneto di chiare origini russe. Spesso viene aggiunto anche del coriandolo (in kazako kinza). In Kirghizistan viene preparata una zuppa molto simile ed è considerata piatto nazionale.
In Iran questo tipo di pasta prende il nome di reshteh e viene usato per preparare l'ash reshteh, una zuppa con noodle a base di fagioli e altre verdure, oppure il reshteh polo, una delle tante versioni del polo persiano.